# Gutsal Ridge
Gutsal Ridge (englisch; bulgarisch Гуцалски рид Guzalski rid) ist ein vereister, in nordwest-südöstlicher Ausrichtung 10,4 km langer und bis zu 1600 m hoher Gebirgskamm auf der Brabant-Insel im Palmer-Archipel westlich der Antarktischen Halbinsel. Er ragt auf der südöstlichen Seite der Stribog Mountains auf. Seine südöstliche Hälfte ist gekennzeichnet durch steile und teilweise unvereiste Südwesthänge. Der Hippokrates-Gletscher liegt südwestlich, der Balanstra-Gletscher nordöstlich von ihm.
Britische Wissenschaftler kartierten ihn 1980 und 2008. Die bulgarische Kommission für Antarktische Geographische Namen benannte es 2015 nach der Ortschaft Guzal im Westen Bulgariens.